# Flora de Colombia (Cortés)
Flora de Colombia (Cortés) (abreviado Fl. Colombia (Cortes)) es un libro con ilustraciones y descripciones botánicas que fue escrito por el  botánico colombiano; Santiago Cortés y publicado en el año 1897 con el título de Flora de Colombia : comprende la geografía botanica de Colombia, las leguminosas, la flora terapeutica, ..